# 로버트 애덤

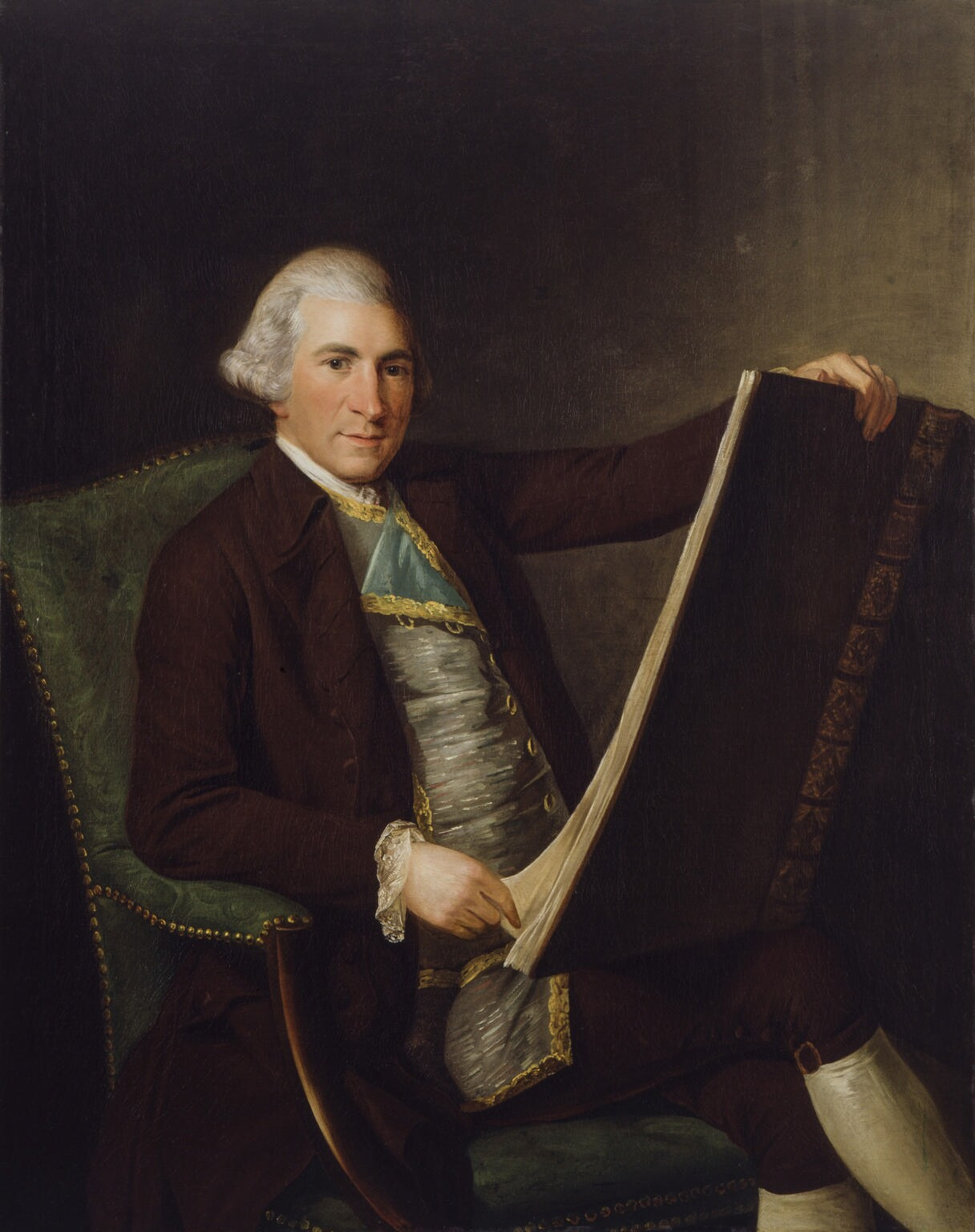

로버트 애덤(Robert Adam, FRSE FRS FSA스코트 FSA FRSA, 1728년 7월 3일~1792년 3월 3일)은 영국의 신고전주의 건축가, 인테리어 디자이너, 가구 디자이너였다. 당시 스코틀랜드 최고의 건축가였던 윌리엄 애덤(1689~1748)의 아들로, 그에게서 교육을 받았다. 로버트는 형 존과 함께 가업을 이어받았는데, 윌리엄이 죽은 후 군수 위원회에서 수익성 있는 일을 했다.
1754년 로마로 떠나서 유럽 대륙에서 샤를-루이 클레리소와 조반니 바티스타 피라네시의 지도를 받으며 건축을 공부하며 거의 5년을 보냈다. 영국으로 돌아온 런던에서 사무실을 열었고, 동생 제임스와 합류했다. 여기서 고대에 대한 연구를 바탕으로 "애덤 스타일"과 건축의 "움직임" 이론을 개발했고, 영국에서 가장 성공적이고 유행하는 건축가 중 한 명이 되었다. 애덤은 1761년부터 1769년까지 킹스 웍스(King's Works)의 건축가로 일했다.
로버트 애덤은 1760년경부터 사망할 때까지 영국과 스코틀랜드에서 고전 부흥의 첫 번째 단계를 이끌었다. 유럽과 북미 모두에서 서양 건축의 발전에 영향을 미쳤다. 애덤은 주택뿐만 아니라 인테리어와 설비도 디자인했다. 그의 작업의 대부분은 기존 주택을 리모델링하고 에든버러의 도시 경관에 기여하고 스코틀랜드에서 낭만적인 의사 중세 시골 주택을 디자인하는 것으로 구성되었다.
1768년부터 1774년까지 킨로스셔(Kinross-shire)의 국회의원으로 재직했다.